# Grofija Nürnberg
Grofija Nürnberg je bila država Svetega rimskega cesarstva v zgodnjem 12. stoletju do konca 15. stoletja. Grofija (latinsko burggravius, burcgravius, burgicomes – v srednjem veku naslov za vladarja gradu, predvsem kraljevega ali škofovskega gradu, pa tudi grajskega okrožja ali utrjenega naselja ali mesta) je imela sedež v mestu Nürnberg. V 12. stoletju so vladali grofje Raab, v 13. in 14. stoletju pa grofje Hohenzollern. Mesto je postalo neodvisno leta 1219. Leta 1427 je svobodno cesarsko mesto Nürnberg postalo grofija.

## Zgodovina
Nürnberg, ki je bil verjetno ustanovljen na prelomu 11. stoletja, je bil leta 1050 v listini prvič omenjen kot Nuorenberc, kjer je bil cesarski grad med Vzhodno Frankovsko in bavarsko marko Nordgau, in to v dokumentu Sigena cesarja Henrika III. iz rodbine Salijcev.  Od leta 1050 do leta 1571 se je mesto razširilo in postalo pomembnejše zaradi lege ob glavnih trgovskih poteh. 
Leta 1065 je Henrik IV. mesto in okolico iz državne lastnine Reichsgut prenesel s krvnim sorodstvom (blutgerichts) nase. Konrad III. (1138–1152, Staufovci) je podelil novo urejeno grofijo s sodnimi in upravnimi nalogami grofom Edelfreien iz Raaba (iz Spodnje Avstrije).
Ko je leta 1190 umrl Konrad II. Raab, zadnji grof Raab brez moških potomcev, je njegov sin Friderik I. Nürnberg-Zollern prevzel njegovo dediščino. Verjetno je leta 1191 po naročilu kralja Henrika VI. prevzel okrožje. Z njim so vladali tudi grofje Zollern. Ozemlju, ki so ga pridobili kot vikonti in razširili v naslednjih letih, so vladali do konca starega kraljestva leta 1806, od sredine 14. stoletja pa grofje Zollern oziroma Hohenzollern.
S pametno politiko nakupov so zgradili svoj imperij predvsem na območju Srednje in Zgornje Frankovske. Z dedovanjem grofov Abenberških so dobili leta 1236 v last grad Abenberg iz Cadolzburga, staro kraljevsko lastnino Riedfeld, Neustadt an der Aisch, pa tudi varstvo nad samostanom Heilsbronn. Z dedovanjem so leta 1248 v Bayreuthu dobili v last severovzhodni del premoženja Zgornje Frankovske andeško-meranskih grofov. Zgledna denarna politika jim je omogočila obsežnejše nakupe. Leta 1285 so prišli v njihovo posest Wunsiedel, 1292 Arzberg, 1338 Schauenstein/Helmbrechts, 1373 Münchberg in Hof in končno 1412 Selb. Tako so razširili tako imenovano zgornjehribovsko državo na sorazmerno zaprtem območju.
Tudi v "spodnjehribovski državi" so v nekaj desetletjih dosegli napredek. Leta 1331 so pridobili poznejše prebivališče Ansbach. Dodatno so kupili mesta in trge Feuchtwangen, Uffenheim, Crailsheim, Creglingen, Kitzingen, Marktsteft, Schwabach, Leutershausen in Gunzenhausen.
Tudi v Spodnji Avstriji so nürnberški grofje dobili v fevd Höflein ob Hohe Wandu od 1320 do okoli 1446.
Od konca 12. stoletja do medvladja (1254–73) se je moč grofov zmanjšala zaradi cesarjev Hohenstaufen, ki so od 1173/74 prenesli nevojaška pooblastila na kastelane skupaj z mestno upravo in občinskim sodiščem ter cesarskim županom (nemško Reichsschultheiß). Kastelani ne samo, da so pobirali davke, bili so najvišja sodna oblast pri zadevah, povezanih z divjim lovom in gozdarstvom; imenovani so bili za zaščitnike različnih cerkvenih ustanov, cerkva in samostanov, tudi škofije v Bambergu.
Zaradi napetih odnosov med grofi in kastelani, postopnega prenosa pooblastil na slednje v poznem 14. in zgodnjem 15. stoletju je izbruhnilo sovraštvo, ki je zelo vplivalo na zgodovino mesta.

## Seznam grofov

### Družina Raab
- 1105 do okoli 1137 Gottfried II. Raab (vladal okoli 1137)
- okoli 1137 do okoli 1143 Konrad I. (okoli 1100 do okoli 1143)
- okoli 1143 do okoli 1160 Gottfried III. (vladal okoli 1160)
- okoli 1160–1191/92 Konrad II. (okoli 1125/30 do 1191/92, umrl brez moškega potomca)

### Družina Hohenzollern
- 1192–1200/1204 Friderik I. (1139–1200/1204), izvirno Friderik III., grof Zollern, poročen s Sofijo, hčerjo Konrada II., po tej zvezi je postal grof
- 1204–1218 Friderik II. (1188–1255, mlajši sin Friderika I.)
- 1218–1261/1262 Konrad I. Pobožni (okoli 1186–1261/2, starejši sin Friderika I. in brat Friderika II.), grof Zollern kot Konrad III.
- 1262–1297 Friderik III. (okoli 1218–1297, sin Konrada I.)
- 1297–1300 Janez I. (okoli 1279–1300, starejši sin Friderika III.), vladal z bratom Friderikom IV.
- 1297–1332 Friderik IV. (1287–1332, mlajši sin Friderika III. in brat Janeza I.), sam vladal po bratovi smrti
- 1332–1357 Janez II. Zavojevalec (1309–1357, sin Friderika IV.)
- 1357–1397 Friderik V. (1333–1397, sin Janeza II.)
- 1397–1420 Janez III. (1369–1420, sin Friderika V.), tudi mejni grof Brandenburga - Kulmbacha od 1398
- 1398–1427 Friderik VI. (1371–1440, sin Friderika V.), kot Friderik I. tudi mejni grof Brandenburga - Ansbacha od 1398, volilni knez Brandenburga od 1415, mejni grof Brandenburga od 1417 in mejni grof Brandenburga - Kulmbacha od 1420.

## Geografija

### Ozemeljska delitev
Že od 1357 do 1361 je bil prvi manjši del dodan grofiji Nürnberg. Leta 1397 je bilo na novo deljeno ozemlje, vendar je grofija ostala sprva kot začasna in ostala do leta 1420. S to delitvijo sta se pojavili dve novi ozemlji, "zgornjehribovita" in "spodnjehribovita država". Hribi, na katere se nanašajo imena obeh območjih, so Muggendorferske gore, ki jih danes imenujemo Frankovska Švica.

### Zgornjehribovita država
Zgornjehribovita država je bila v glavnem na območju Zgornje Frankovske. Ta del države je bil znan kot "država hribov in Vogtland". Leta 1437 je bilo to območje prvič povezano z nekaj spodnjehribovskimi območji (Neustadt an der Aisch, Dachsbach, Emskirchen, Wernberg, Rennhöfen in Hagenbüchach), ki so pozneje postali znani kot "nižina"  zgornjehribovitega dela države. Po tej razširitvi se je območje, ki je v glavnem v delu Zgornje Frankovske, imenovalo "Oberland". Glavno mesto države je bilo prvotno Bayreuth, sedež vlade je bil prenesen iz Kulmbacha v Plassenburg. Iz zgornjehribovite države se je v naslednjem obdobju razvila kneževina Kulmbach – od leta 1604 imenovana kneževina Bayreuth. Prav tako se uporabljajo imena Brandenburg - Kulmbach in pozneje Brandenburg - Bayreuth.

### Spodnjehribovita država
Spodnjehribovita država je v današnji Srednji Frankovski in se imenuje "dežela Frankovska". Po letu 1437 so nekatera območja pripadala zgornjehriboviti državi, imenovani "nižina". Središče spodnjehribovite države je bilo sprva Cadolzburg, od leta 1385 Ansbach. Iz te države se je razvila kneževina Ansbach (tudi Brandenburg - Ansbach).